# 王季玉
王季玉（英語：Chi Nyok Wang，或稱Wang Jiyu，1885年—1967年），中國教育家，曾於1926至1958年間出任蘇州振華女學校的校長。她是首兩位就讀於曼荷莲学院的中國學生之一。

## 早年生活與教育
王氏於中國蘇州出生，其父母分別是政府官員王颂蔚及社會運動者王谢长达，為該家族的五女之一。她的姐姐王季茝則就讀於维斯理学院，並於美國居住，從事生物化學家這一職業。
王氏是首兩位入讀曼荷蓮學院的中國學生之一，與她同讀的還有其同學羅有節，二人曾為該校中國學生會（Chinese Students' Club）的幹事。她於1916年完成學士學位課程。
1917年，她憑藉論文《索爾特支流沿岸的植被復原與演替》，獲得伊利諾大學植物學碩士學位。她的論文指導教授為植物生態學家沃爾特·拜倫·麥克杜格爾。

## 職業生涯
在1926至1958年期間，王氏是蘇州振華女學校的校長，而該校正是其母親於1906年創辦；當時她亦被其他中國知名的教育機構所青睞，擬僱請她擔任教學及行政方面的職位，但她卻一一拒絕。王氏的姊妹王季昭及王季常亦有於該校任職。一些男生亦曾於該校就讀，如人類學暨社會學家費孝通。
1925年，王氏出席於巴爾的摩舉行的美國對華關係會議。她同年於檀香山出席會議之時為時任太平洋国际学会的成員。1949年，她再次回到美國，並就讀於哥伦比亚大学教育学院及芝加哥大学。

## 個人生活
王氏於1967年去世，終年八十餘歲。其學校現時稱為江苏省苏州第十中学。

## 外部連結
- 「Two freshman from the Class of 1916 on Mt. Tom on Mountain Day, l-r, possibly Yau Tsit Law and Chi Nyok Wang, from China （页面存档备份，存于）」，來自曼荷蓮學院數位藏品中的照片